# خريطة مكان
خريطة مكان هي أطلس تفاعلي عبر الإنترنت لمنطقة شينجيانغ الإيغورية ذاتية الحكم في الصين · تغطي هذه المنطقة مساحة 1،664،897 كيلومتر مربع ، أو 16٪ من أراضي الصين. يسمح بتصور البيانات الأساسية الجغرافية والإدارية والاجتماعية والاقتصادية ، وإجراء التحليل الإحصائي وإنشاء خرائط مواضيعية لهذه المنطقة.  خريطة مكان هي أول أطلس متعدد اللغات في شينجيانغ. تم إنشاؤه بأربع لغات: الأويغور والصينية والفرنسية والإنجليزية. الإصدار الحالي ، الذي نُشر في مايو 2019 ، هو الإصدار الثاني من خريطة مكان. التطوير مستمر للإصدارات المستقبلية.
نوع الموقع : رسم الخرائط على شبكة الإنترنت.
صاحب : CNRS
أنشأ من قبل : ياليكون تاشي (يلقون طاش)
موقع إلكتروني : makanmap-prodig.cnrs.fr
أطلقت : 10 مايو 2014
الحالة الحالية : نشيط